# NGC 3139
NGC 3139 est une petite galaxie lenticulaire située dans la constellation de l'Hydre. NGC 3139 a été découverte par l'astronome américain Francis Leavenworth en 1886.

## Caractéristiques
Sa vitesse par rapport au fond diffus cosmologique est de 1 769 ± 27 km/s, ce qui correspond à une distance de Hubble de 26,1 ± 1,9 Mpc (∼85,1 millions d'al).
En raison d'une brillance de surface égale à 14,23 mag/am2, on peut qualifier NGC 3139 de galaxie à faible brillance de surface (LSB en anglais pour low surface brightness). Les galaxies LSB sont des galaxies diffuses (D) avec une brillance de surface inférieure de moins d'une magnitude à celle du ciel nocturne ambiant.
À ce jour, une mesure non basée sur le décalage vers le rouge (redshift) donne une distance d'environ 19,500 Mpc (∼63,6 millions d'al). Cette valeur est à l'extérieur mais compatible avec les valeurs de la distance de Hubble. Notons cependant que c'est avec la valeur moyenne des mesures indépendantes, lorsqu'elles existent, que la base de données NASA/IPAC calcule le diamètre d'une galaxie et qu'en conséquence le diamètre de NGC 3139 pourrait être d'environ 11,5 kpc (∼37 500 al) si on utilisait la distance de Hubble pour le calculer.
Remarque : les bases de données Simbad et HyperLeda indiquent une vitesse radiale supérieure à 9000 km/s pour cette galaxie.